# Дейвид Макмилан
Дейвид Уилям Крос Макмилан (на английски: David William Cross MacMillan) е шотландски химик, работил дълго в Съединените щати.
Роден е на 16 март 1968 година в Белсхил. Завършва химия в Глазгоуския университет, а през 1996 година защитава докторат в Калифорнийския университет – Ървайн. Работи в Харвардския университет (1996 – 1998), Калифорнийския университет – Бъркли (1998 – 2000), Калифорнийския технологичен институт (2000 – 2006) и Принстънския университет (от 2006). Изследванията му са в областта на органичната химия, като става един от основоположниците на органокатализата. През 2021 година получава, заедно с Бенямин Лист, Нобелова награда за химия „за разработването на асиметричната органокатализа“.